# Internationella solidaritetsdagen med det palestinska folket
Internationella solidaritetsdagen med det palestinska folket är en an FN:s internationella dagar. Dagen firas den 29 november varje år. 